# Ramosomyia viridifrons
Ramosomyia viridifrons là một loài chim trong họ Trochilidae.